# Rabastens-de-Bigorre
Rabastens-de-Bigorre ist eine französische Gemeinde im Département Hautes-Pyrénées in der Region Okzitanien. Sie liegt im Arrondissement Tarbes und zum Kanton Val d’Adour-Rustan-Madiranais.

## Geographie
Rabastens-de-Bigorre hat 1.464 Einwohner (Stand 1. Januar 2022) auf 8,93 Quadratkilometern und liegt etwa 18 Kilometer nordnordöstlich von Tarbes in der Bigorre am Canal d’Alaric, einem Seitenkanal des Adour. Durch das Gemeindegebiet führt die Route nationale 21.

## Geschichte
Rabastens-de-Bigorre ist eine Bastide und wurde am 13. Februar 1306 durch den Seneschall Wilhelm von Rabastens gegründet. Die gotische Kirche, die später gebaut wurde, ist ein besonderes, architektonisch hervorragendes Exemplar ihrer Zeit. Im Juli 1570 kam es hier zur Schlacht der königlichen Truppen unter Blaise de Montluc mit den Protestanten. 1594 wurde das Château von Rabastens-de-Bigorre geschleift. Um von Rabastens im Département Tarn unterschieden zu werden, wurde Rabastens 1962 um den ortsbestimmenden Zusatz (Rabastens-de-Bigorre) erweitert.

### Einwohnerentwicklung

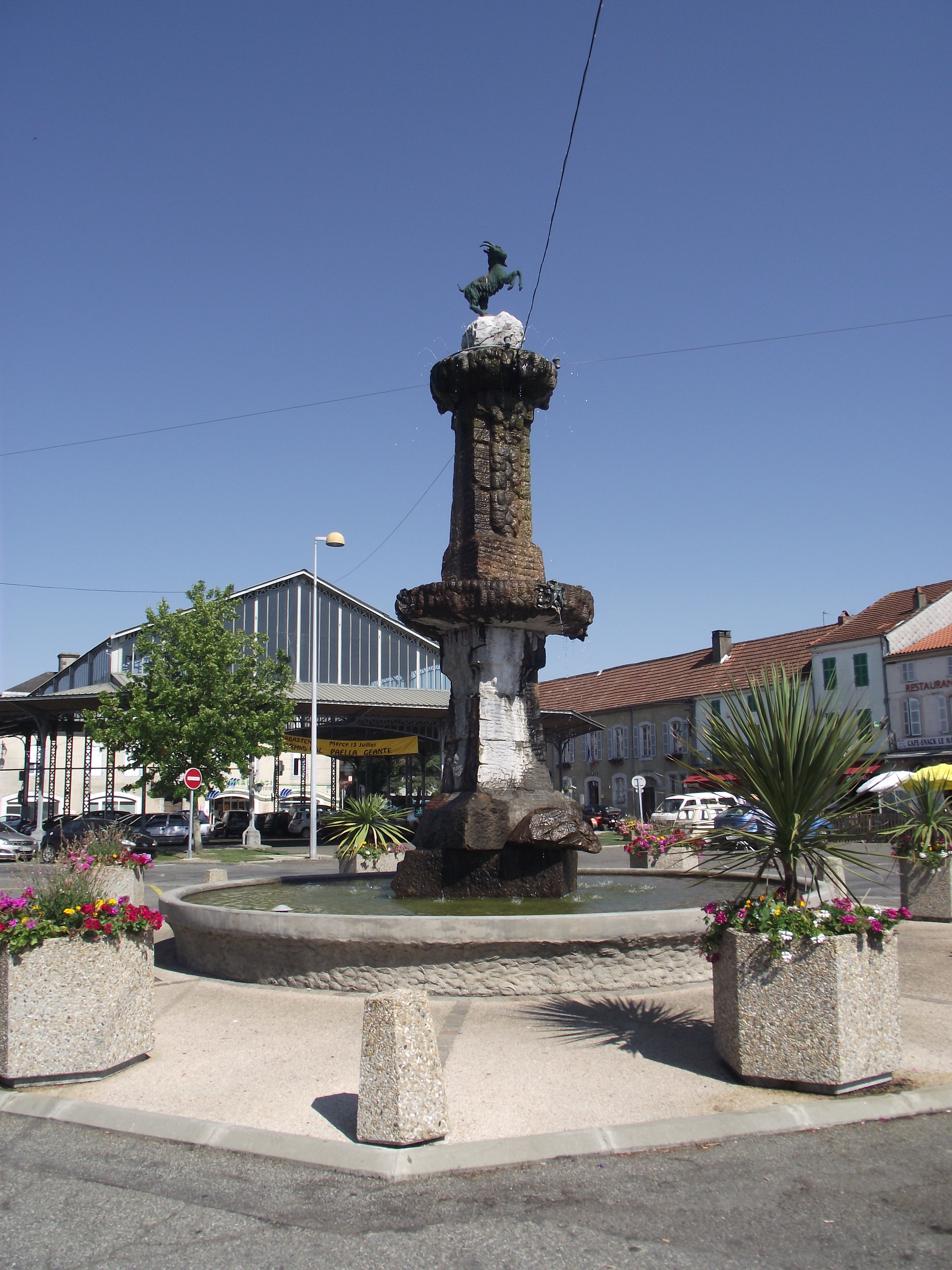
Brunnen im Zentrum von Rabastens-de-Bigorre

- 1962: 1050
- 1968: 1083
- 1975: 1082
- 1982: 1299
- 1990: 1284
- 1999: 1336
- 2006: 1441
- 2010: 1439

## Sport
2005 und 2007 war Rabastens-de-Bigorre Etappenort der Tour de France.